# 長野県道160号上室賀坂城停車場線
長野県道160号上室賀坂城停車場線（ながのけんどう160ごう かみむろがさかきていしゃじょうせん）は長野県上田市と埴科郡坂城町のしなの鉄道坂城駅を結ぶ一般県道。

## 概要
塩田平方面と坂城町とを、室賀峠を経て西側の山あいへ大きく迂回し結んでいる。

### 路線データ
- 起点：上田市上室賀（長野県道273号真田新田線交点）
- 終点：埴科郡坂城町坂城（しなの鉄道坂城駅）

### 主な構造物

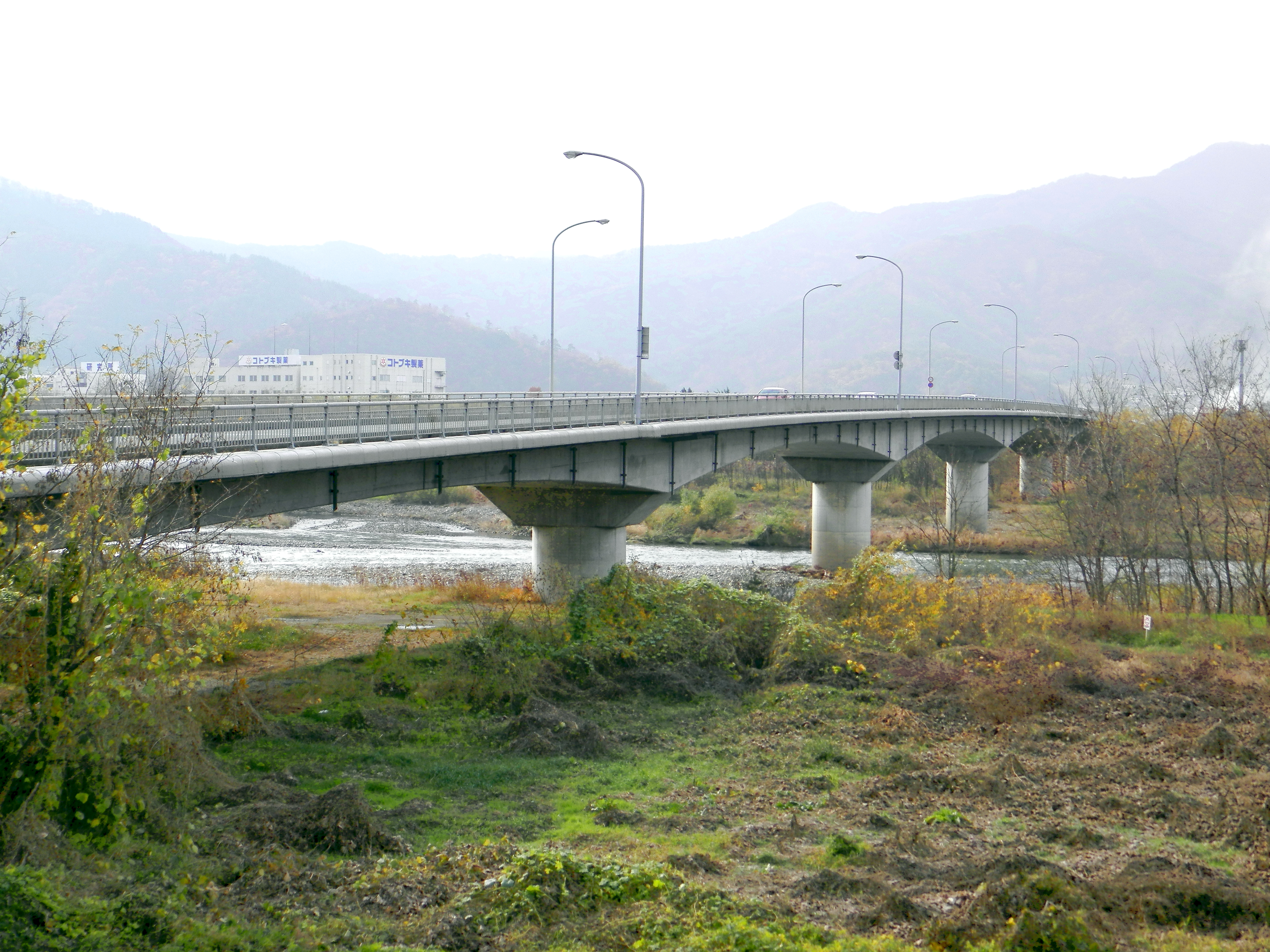
坂城大橋

- 坂城大橋（さかきおおはし＝埴科郡坂城町上五明 - 坂城）
  - 全長：675m
  - 幅員：車道12 - 15m / 歩道2m（両側）

千曲川に架かる橋梁。下流に架かる昭和橋（1937年（昭和12年）架設）が老朽化したため、1987年（昭和62年）に架けられた。なお、昭和橋は完成から70年以上経たが代替の坂城大橋が架けられた以降も使用されている。

## 交差・接続する道路
- （上田市上室賀付近＝起点）
  - 長野県道273号真田新田線
- 村上交差点（埴科郡坂城町上五明）
  - 長野県道77号長野上田線
- 田町交差点（埴科郡坂城町坂城）
  - 国道18号（北国街道）
- 坂城駅（埴科郡坂城町坂城＝終点）
  - 長野県道339号新田坂城停車場線

## 周辺
- びんぐしの里公園
  - 坂城上平島温泉びんぐし湯さん館
- 長野県坂城高等学校
- 坂城駅